# Pokoj, Bihać
Pokoj je nekdanje naselje v mestu Bihać, Bosna in Hercegovina, od leta 1991. del naselja Bihać.  

## Prebivalstvo
| Pregled števila prebivalcev po letih | Pregled števila prebivalcev po letih | Pregled števila prebivalcev po letih | Pregled števila prebivalcev po letih | Pregled števila prebivalcev po letih |
| ------------------------------------ | ------------------------------------ | ------------------------------------ | ------------------------------------ | ------------------------------------ |
| 1948                                 | 1953                                 | 1961                                 | 1971                                 | 1981                                 |
| -                                    | -                                    | -                                    | 931                                  | 1.035                                |

| Narodna sestava prebivalstva po letih                                                                                       | Narodna sestava prebivalstva po letih                                                                                           | Narodna sestava prebivalstva po letih |
| --- | --- | ------------------------------------- |
| 1971 | 1981 |                                       |
| . skupaj: 931 Muslimani 914 (98,17 %) Srbi 3 (0,32 %) Hrvati 1 (0,10 %) Jugoslovani 2 (0,21 %) drugi in neznano 11 (1,18 %) | . skupaj: 1.035 Muslimani 1.005 (97,10 %) Srbi 3 (0,28 %) Hrvati 2 (0,19 %) Jugoslovani 19 (1,83 %) drugi in neznano 6 (0,57 %) |                                       |